# Палм-Бей
Палм-Бей (англ. Palm Bay) — місто (англ. city) в США, в окрузі Бревард на сході штату Флорида, на узбережжі Атлантичного океану й притоки річки Індіан Теркі-Крик. Населення — 119 760 осіб (2020); агломерації Палм-Бей-Мелборн-Тітусвілл — 536 357 осіб (2009 рік). Расовий склад: 46% білих, 18% чорних, 14% латинів, 2% азіатів.
Місцевість була населена народом Тімукуа. З прибуттям білих колоністів у 1850-их роках містечко стало називатися Тиллман. 1894 року сюди проведена залізниця.
Середньодобова температура липня — +28 °C, січня — +16 °C. Щорічні опади — 1230 мм з піком на травень-жовтень місяці.
Найбільший роботодавець міста корпорація Харрис (Harris Corporation), де працюють 3400 робітників, яка виробляє безпровідні системи зв'язку.

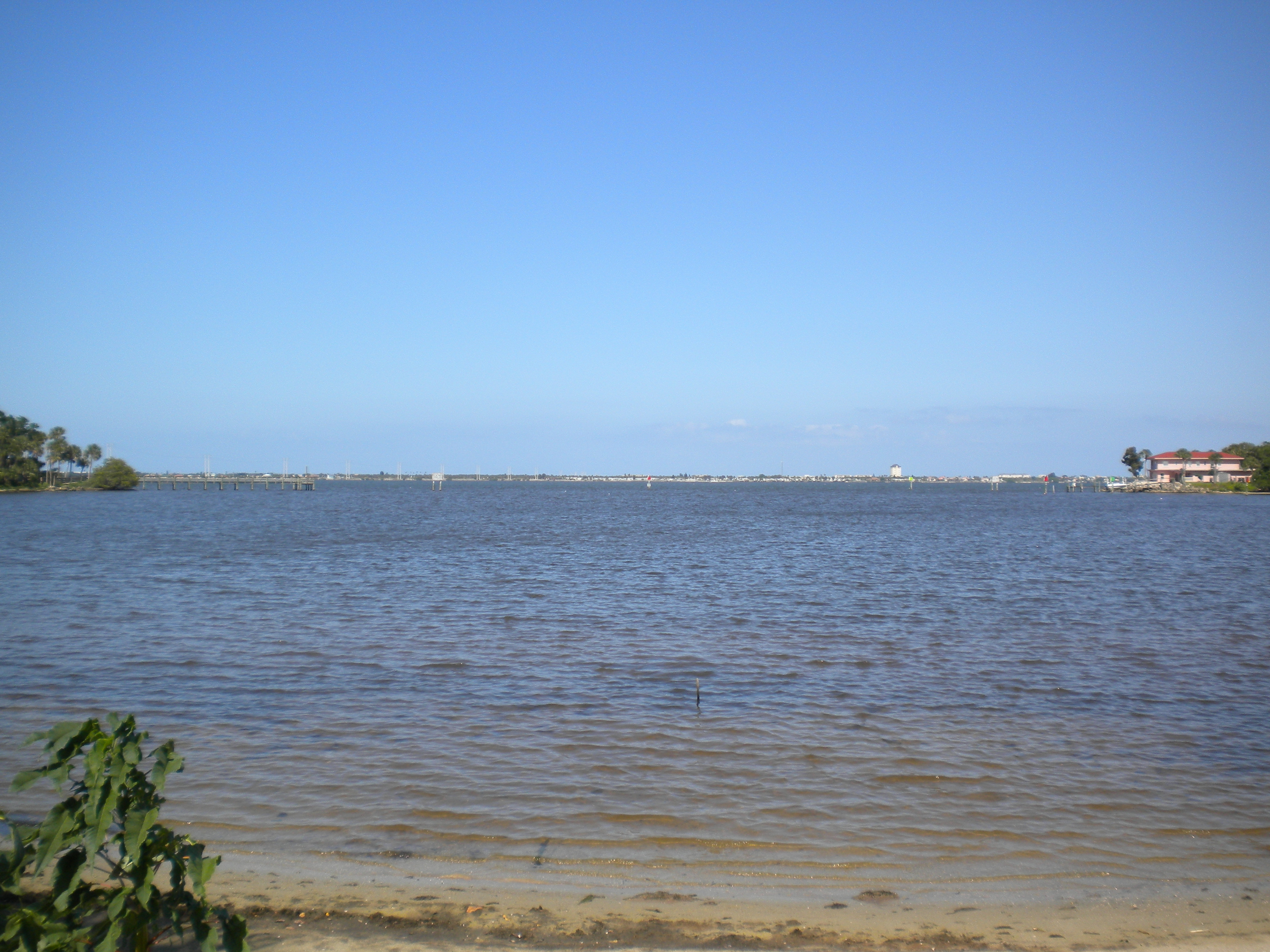
Затока Палм-Бей у місті Палм-Бей

## Географія
Палм-Бей розташований за координатами 27°59′8″ пн. ш. 80°39′45″ зх. д. / 27.98556° пн. ш. 80.66250° зх. д. (27.985624, -80.662621).  За даними Бюро перепису населення США в 2010 році місто мало площу 178,29 км², з яких 170,17 км² — суходіл та 8,13 км² — водойми.

### Клімат
| Клімат : Палм-Бей       | Клімат : Палм-Бей | Клімат : Палм-Бей | Клімат : Палм-Бей | Клімат : Палм-Бей | Клімат : Палм-Бей | Клімат : Палм-Бей | Клімат : Палм-Бей | Клімат : Палм-Бей | Клімат : Палм-Бей | Клімат : Палм-Бей | Клімат : Палм-Бей | Клімат : Палм-Бей | Клімат : Палм-Бей |
| Показник                | Січ.              | Лют.              | Бер.              | Квіт.             | Трав.             | Черв.             | Лип.              | Серп.             | Вер.              | Жовт.             | Лист.             | Груд.             | Рік               |
| Абсолютний максимум, °C | 31,7              | 33,3              | 33,9              | 36,1              | 36,7              | 38,3              | 38,9              | 38,3              | 37,2              | 35,6              | 32,8              | 31,7              | 38,9              |
| Середній максимум, °C   | 22,2              | 22,8              | 25,0              | 27,2              | 29,4              | 31,7              | 32,8              | 32,2              | 31,1              | 28,3              | 25,6              | 22,8              | 27,6              |
| Середній мінімум, °C    | 10,0              | 10,6              | 12,8              | 15,6              | 18,9              | 21,7              | 22,2              | 22,8              | 22,2              | 19,4              | 15,6              | 11,7              | 17,0              |
| Абсолютний мінімум, °C  | −8,3              | −5,6              | −3,9              | 1,7               | 7,8               | 12,8              | 15,6              | 15,6              | 14,4              | 5,0               | −1,1              | −6,1              | −8,3              |
| Норма опадів, мм        | 63                | 63                | 74                | 53                | 100               | 148               | 137               | 147               | 183               | 121               | 79                | 59                | 1227              |
| ----------------------- | ----------------- | ----------------- | ----------------- | ----------------- | ----------------- | ----------------- | ----------------- | ----------------- | ----------------- | ----------------- | ----------------- | ----------------- | ----------------- |
| Джерело:                |                   |                   |                   |                   |                   |                   |                   |                   |                   |                   |                   |                   |                   |

## Демографія
Згідно з переписом 2010 року, у місті мешкало 103 190 осіб у 39 482 домогосподарствах у складі 27 716 родин. Густота населення становила 579 осіб/км².  Було 45220 помешкань (254/км²).
Расовий склад населення:
| - 72,9 % — білих - 17,9 % — чорних або афроамериканців - 1,8 % — азіатів - 0,5 % — корінних американців - 0,1 % — вихідців з тихоокеанських островів - 3,3 % — осіб інших рас |

До двох чи більше рас належало 3,6 %. Частка іспаномовних становила 14,1 % від усіх жителів.
За віковим діапазоном населення розподілялося таким чином: 23,9 % — особи молодші 18 років, 60,8 % — особи у віці 18—64 років, 15,3 % — особи у віці 65 років та старші. Медіана віку мешканця становила 39,8 року. На 100 осіб жіночої статі у місті припадало 93,3 чоловіків;  на 100 жінок у віці від 18 років та старших — 90,3 чоловіків також старших 18 років.
Середній дохід на одне домашнє господарство  становив 53 570 доларів США (медіана — 43 163), а середній дохід на одну сім'ю — 60 256 доларів (медіана — 49 990). Медіана доходів становила 37 588 доларів для чоловіків та 31 207 доларів для жінок. За межею бідності перебувало 17,6 % осіб, у тому числі 29,0 % дітей у віці до 18 років та 8,2 % осіб у віці 65 років та старших.
Цивільне працевлаштоване населення становило 42 897 осіб. Основні галузі зайнятості: освіта, охорона здоров'я та соціальна допомога — 23,7 %, роздрібна торгівля — 15,8 %, науковці, спеціалісти, менеджери — 11,7 %, виробництво — 10,9 %.